# Václav Pavkovič

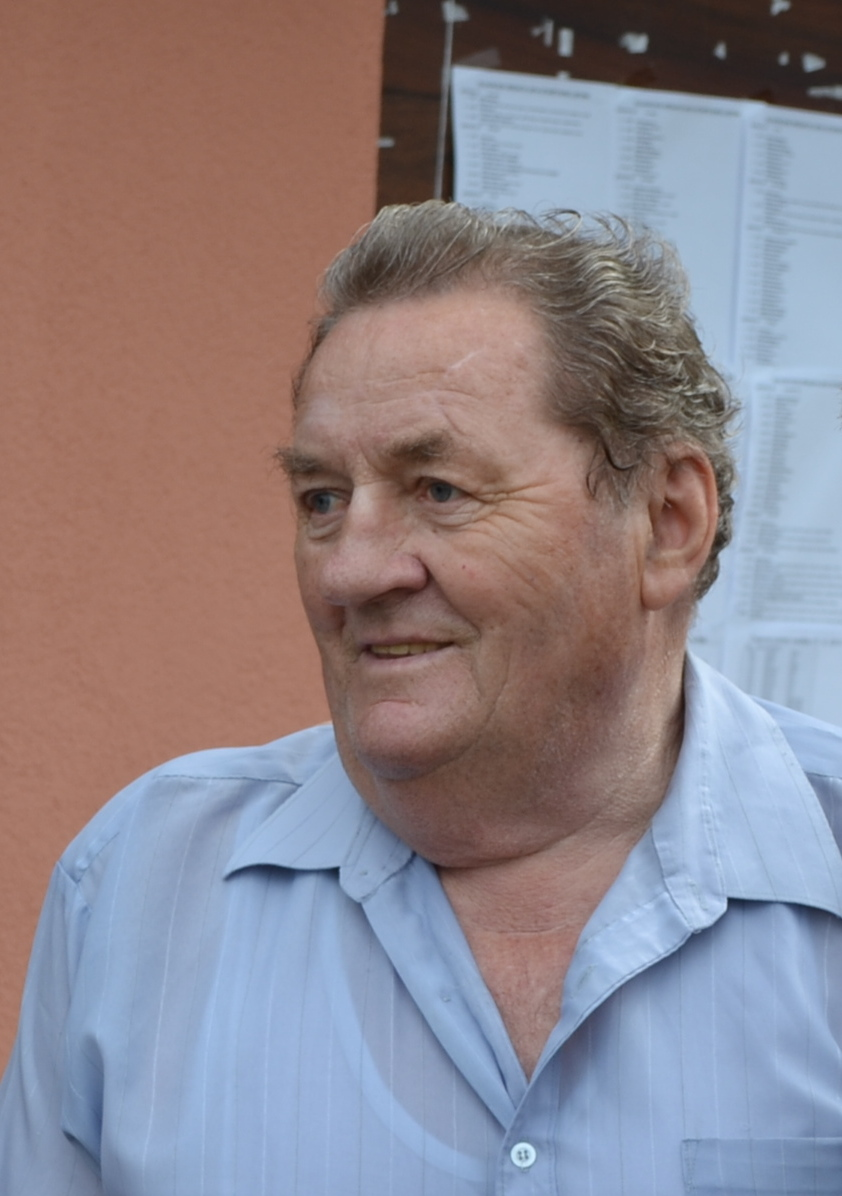
Václav Pavkovič (2014)

Václav Pavkovič (* 24. April 1936 in Břeclav; † 17. November 2019 ebenda) war ein tschechoslowakischer Ruderer, der 1960 eine olympische Medaille gewann.
Bei den Europameisterschaften 1959 hatte der Achter aus der Tschechoslowakei die Silbermedaille hinter dem Deutschland-Achter gewonnen. Ein Jahr später gehörten noch sechs Ruderer aus dem Boot von 1959 zu dem Achter, der bei den Olympischen Spielen 1960 auf dem Albaner See antrat, der 1,85 m große Václav Pavkovič gehörte zu den drei Crew-Mitgliedern, die neu im Boot waren. Bohumil Janoušek, Jan Švéda, Jiří Lundák, Václav Pavkovič, Jan Jindra, Luděk Pojezný, Josef Věntus, Stanislav Lusk und Steuermann Miroslav Koníček gewannen ihren Vorlauf und zogen damit genauso wie die beiden anderen Vorlaufsieger Deutschland und Kanada direkt in den Endlauf ein. Im Finale siegten die Deutschen mit über vier Sekunden Vorsprung vor den Kanadiern, drei weitere Sekunden dahinter gewann der Achter aus der Tschechoslowakei die Bronzemedaille mit 1,7 Sekunden Vorsprung auf die Franzosen.